# Tom Schneeberger
Thomas Richard Schneeberger, detto Tom (Ann Arbor, 18 maggio 1956), è un ex pallamanista ed ex cestista statunitense.

## Carriera
Ha giocato a basket dal 1974 al 1978 nella United States Air Force Academy.
È stato selezionato dai Denver Nuggets al nono giro del Draft NBA 1978 (183ª scelta assoluta).
Con gli Stati Uniti ha disputato i Campionati mondiali del 1978, chiudendo al 5º posto finale.
Da pallamanista ha preso parte ai Giochi olimpici 1984, in cui gli USA si sono classificati al 9º posto finale.